# Ai-Ren
Ai-Ren (愛人[AI－REN]) est un seinen manga de Yutaka Tanaka.

## Histoire
C'est l'histoire de deux personnes qui sont condamnées et qui veulent profiter du temps qu'ils ont.

## Personnages
- Ikuru Yoshizumi
- Ai
- Haruka Nagi

## Manga
Le manga a été pré-publié dans le magazine Young Animal de l’éditeur Hakusensha puis a été compilé en 5 tomes entre 1999 et 2004.

### Liste des tomes
| no | Japonais       | Japonais      |
| no | Date de sortie | ISBN          |
| -- | -------------- | ------------- |
| 1  | Décembre 1999  | 4-592-13351-X |
| 2  | Septembre 2000 | 4-592-13352-8 |
| 3  | Juillet 2001   | 4-592-13353-6 |
| 4  | Décembre 2001  | 4-592-13354-4 |
| 5  | Octobre 2004   | 4-592-13355-2 |